# Kościan
Kościan és una ciutat de Polònia, forma part del voivodat de Gran Polònia, i és capital del powiat homònim. El 2016 tenia 23.907 habitants.

## Agermanaments
- Alzey, Alemanya
- Wernshausen, Alemanya
- Krimpen aan den IJssel, Països Baixos
- Nederlek, Països Baixos
- Istra, Rússia
- Rakovník, República Txeca